# Kokainska pasta
Kokainska pasta, vrsta psihoaktivne droge kokaina. Poluproizvod je između koke i čistog kokaina. Konzumenti ju puše. Izgleda kao smeđa smjesa. U njoj su razni dodatci a uglavnom ju se miješa s marihuanom  ili duhanom. Uglavnom ju se konzumira u Peruu. Izaziva štetne posljedice kao svaki kokainski proizvod, fizičko i psihičko propadanje. Kokainska pasta je vlažna i pastozna smjesa, ali može biti i prašak, bijele do smeđe boje, ovisno o stupnju pročišćavanja. U Hrvatskoj je rijetka.

## Vanjske poveznice
- (nje.) Drugcom.de Freebase